# Кристоф фон Верденберг-Хайлигенберг
Кристоф фон Верденберг-Хайлигенберг (на немски: Christoph, Graf von Werdenberg-Heiligenberg; * 1480; † 29 януари 1534 в Зигмаринген) е граф на Верденберг-Хайлигенберг-Зигмаринген, Юнгнау-Трохтелфинген в Баден-Вюртемберг.
Той е третият син на граф Георг III фон Верденберг-Зарганс-Хайлигенберг-Зигмаринген († 1500) и съпругата му маркграфиня Катарина фон Баден († 1484), най-голямата дъщеря на маркграф Карл I фон Баден (1427 – 1475) и съпругата му Катарина Австрийска (1420 – 1493), дъщеря на херцог Ернст Железни и по-малка сестра на император Фридрих III. Племенник е на Йохан II (IV) († 1486), епископ на Аугсбург (1469 – 1486).
След смъртта на баща му неговата собственост се поделя между тримата му синове. Те наследяват освен графството Хайлигенберг също графствата Зигмаринген и Феринген. По-малък брат е на Йохан VI († 8 юли 1522), граф на Верденберг-Хайлигенберг-Трохтелфинген, и на Феликс I († 12 юли 1530 в Аугсбург), граф на Верденберг, ректор на университет Фрайбург. Брат му Феликс фон Верденберг убива от лична омраза граф Андреас фон Зоненберг († 10 май 1511).
Около 1534 г. фамилията измира по мъжка линия.

## Брак и потомство
∞30 март 1500 за Елеонора Гонзага (1488 – 1512), дъщеря на граф Джанфранческо Гонзага ди Сабионета е Боцоло и на първата му съпруга Антония дел Балцо, от която има шест деца:
- Феликс II фон Верденберг-Хайлигенберг
- Йоахим фон Верденберг-Хайлигенберг (* ок. 1510; † 5 март 1524)
- Анна фон Верденберг-Хайлигенберг (* ок. 1510; † 1554), наследница на Хайлигенберг и др., ∞ 19 февруари 1516 в Ортенберг за граф Фридрих III фон Фюрстенберг (1496 – 1559)
- Катарина фон Верденберг († пр. 1523)
- Барбара фон Верденберг († пр. 1523)
- Елизабет фон Верденберг († пр.1523)

Кристоф фон Верденберг-Хайлигенберг се жени втори път на 20 август 1526 г. за Йохана ван Витхем († сл. 19 август 1544), вдовица на граф Айтел Фридрих III фон Хоенцолерн († 1525), дъщеря на Филип, господар на Берсел и Баутерсем (1471 – 1523) и Жана д' Халевин († 1521). Бракът е бездетен. Жени се трети път за Ендле Гареле († пр. 1526). Те имат едно дете: фон Верденберг? († пр. 1526)